# 欧内斯特·查尔斯·琼斯
欧内斯特·查尔斯·琼斯（Ernest Charles Jones，1819年1月25日—1869年1月26日）是英国诗人、小说家和宪章运动活動家。欧内斯特·查尔斯·琼斯生於一個地主贵族家庭，他后来成为一名大律师，而且成為马克思和恩格斯的朋友。 欧内斯特·查尔斯·琼斯參加過共产主义者同盟。他曾因参加宪章派示威游行而入狱两年。他還批评英国在印度、爱尔兰的殖民统治。1858年，欧内斯特·查尔斯·琼斯发起全国普选权运动。1864年，欧内斯特·查尔斯·琼斯加入第一国际。他創作的詩歌反映了英國工人階級的生活狀況。